# San Giuliano (Insel)
San Giuliano oder San Zulian ist eine Insel in der zentralen Lagune von Venedig unmittelbar nördlich der Eisenbahnbrücke Venedig und des Ponte della Libertà, der Brücken, die Venedig mit dem Festland verbinden. Die Insel hat eine Fläche von 11.029 m².

## Geschichte
Bereits 1152 bestand auf der Insel ein Hospital, das 1261 in den Quellen unter dem Namen San Giuliano del Buon Albergo erscheint. Zu dieser Zeit bestand ein Franziskanerkloster neben dem Hospital.
1209 entstand ein Turm zur Verteidigung und Befestigung der Insel und der Lagune in Richtung Treviso. Dieser diente darüber hinaus dazu, Abgaben von allen Händlern einzuziehen, die in die Lagune fahren wollten; nur hier durften Händler vom Festland passieren. Die zuständige Zollstelle (dogana) hatte zudem die Aufgabe, Schmuggel zu bekämpfen. Der dort einmündende Kanal konnte durch Pfähle (pali) gesperrt werden, etwa, um eine Handelsblockade durchzusetzen. Diese Sperre erscheint in den Quellen als palada.  
Die im 16. Jahrhundert kartierte Insel war zu dieser Zeit erheblich größer als heute. Sowohl die nach und nach entstehenden Befestigungswerke als auch hydrologische Eingriffe veränderten die Strömungsverhältnisse in diesem Teil der Lagune. Gemälde von Canaletto und anderen Vedutisten zeigen Ende des 18. Jahrhunderts den noch immer vorhandenen Turm, die Schiffsliegestelle und weitere Gebäude.
Die Franzosen bauten in den Jahren 1805 bis 1814 eine Redoute Richtung Mestre und ließen den alten Turm abreißen. Dies geschah im Rahmen eines umfassenden Planes zum Ausbau mehrerer Inseln zu einem Festungsgürtel.
1823, unter österreichischer Herrschaft, entstand neben der alten Cavana, der Schiffsliegestelle, ein Gebäude für die Intendenza di Finanza, die Finanzbehörde. Das Gebäude an der Ostseite der Insel trennte nur eine hölzerne Zwischenwand von der Redoute.
Während der Revolution von 1848/49, als die Repubblica di San Marco ausgerufen wurde, erhob sich Venedig gegen die österreichische Herrschaft. Als sich die Aufständischen von Mestre zurückziehen mussten, sprengten sie die Redoute, um zu verhindern, dass die Österreicher von dort aus Venedig beschießen. Seither wurde auf San Giuliano nichts mehr gebaut.
Heute ist die Insel von Erosion angegriffen und stark geschrumpft. Sie ist überwuchert und unbewohnt.